# 친무
친무(秦牧, 1919년 8월 19일 ~ 1992년 10월 14일, 본명: 린아슈, 린파이광, 린주에푸, 린완스)는 중국의 교육가이자 작가이다. 고등학교 교과서에 실린 신장의 여행 등 수필을 쓴 것으로 유명하다. 또, 여러 소설, 희극, 시, 비평글을 작성하기도 했다.

## 생애
영국령 홍콩에서 태어났다. 어린 시절을 말레이시아와 싱가포르에서 보냈다. 중국으로 돌아와 산터우시 청하이와 홍콩에서 공부했다. 중일 전쟁 중에 전쟁터에서 배우와 노동자로 일했고 이후 교사와 편집장을 역임했다. 승전 후 홍콩에서 3년 간 문학의 삶을 보냈다. 중화인민공화국이 건국된 이후 중화서국의 편집 감독을 맡았다. 1963년 중국공산당에 입당했다. 1992년 사망했다.

## 작품
- 《진목전집》(秦牧全集)
- 《화종집》(火種集)
- 《진목산문집》(秦牧散文集)
- 《채접수》(彩蝶樹)
- 《진목아동문학전집》(秦牧兒童文學全集)
- 《진목산문선》(秦牧散文選)
- 《화성》(花城)
- 《진목과보작품선》(秦牧科普作品選)
- 《예해습패》(藝海拾貝)
- 《철인적애》(哲人的愛)
- 《재국제비기익하》(在國際飛機翼下)
- 《비취로》(翡翠路)
- 《삼림수적》(森林水滴)
- 《추림홍과》(秋林紅果)
- 《진목화교제재작품선》(秦牧華僑題材作品選)
- 《심몽자적소상》(尋夢者的塑像)
- 《성연전적풍자연설》(盛宴前的瘋子演說)
- 《거수》(巨手)
- 《분로적해》(憤怒的海)